# ESL (sport elektroniczny)

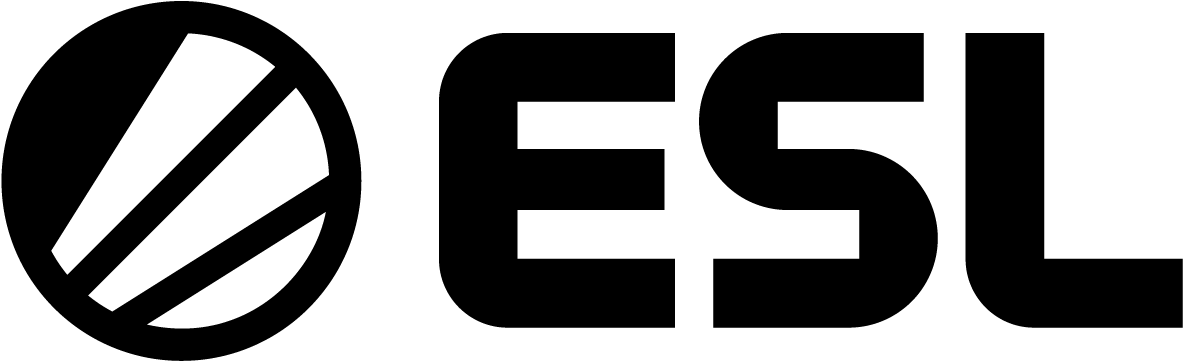
Logo organizacji

ESL (poprzednio jako Electronic Sports League) – międzynarodowa liga gier komputerowych, która powstała w 2000 roku w Niemczech. Rozgrywki ligi ESL organizowane są obecnie w blisko 30 krajach świata – poza Europą także w Chinach, Rosji, Brazylii, Korei Południowej i Stanach Zjednoczonych. Portal internetowy organizacji skupia blisko milion zarejestrowanych użytkowników, którzy każdego dnia rozgrywają pomiędzy sobą prawie 6000 meczów.

## System rozgrywek
Mecze do klasyfikacji generalnej rozgrywane są w ESL na czterech poziomach zaawansowania:
- Gather
- Ladder
- Amateur Series
- Pro Series

Gather to rozgrywka nieregulaminowa, niemająca bezpośredniego wpływu na konto gracza. Natomiast podstawowe rozgrywki Ladder są kierowane do wszystkich graczy. Ci, którzy osiągają zadowalające wyniki w meczach ladderowych, pnąc się w górę klasyfikacji, w końcu otrzymują możliwość uczestnictwa w rozgrywkach ESL Amateur Series. Awans do Amateur Series jest pierwszym krokiem do wywalczenia sobie prawa do gry w krajowej ekstraklasie, czyli ESL Pro Series. Ten poziom rozgrywek zapewnia otrzymywanie gratyfikacji finansowych za każde wygrane spotkanie. Najlepsze zespoły w Pro Series maja możliwość uczestniczenia w jeszcze jednym szczeblu rozgrywek, którym jest Intel Extreme Masters.
Większość spotkań ligi ESL rozgrywanych jest głównie za pośrednictwem Internetu, jednak niektóre spotkania przenoszone są w realia współczesnych aren sportów elektronicznych, takich jak hale sportowe, kina i inne obiekty użyteczności publicznej. Takie rozgrywki, adresowane do fanów sportów elektronicznych (e-sport) oraz masowej społeczności, otrzymują własną nazwę i gromadzą tysiące kibiców.
Marką ESL zarządza niemiecka spółka Turtle Entertainment GmBH, która powstała w 2000 roku. Turtle Entertainment zatrudnia 140 osób w Niemczech i przeszło 220 pracowników w pozostałych krajach partnerskich, prowadzących krajowe rozgrywki ESL.

## ESL w Polsce
Polska sekcja ESL została założona przez braci Macieja i Rafała Wasyluk i oddana do użytku graczom w 2004 roku.

### Cybersport
Równocześnie w Polsce organizacją imprez cybersportowych i turniejów LANowych zajmowała się firma Cybersport, utworzona przez braci Rafała i Krzysztofa Pikiewiczów. Organizacja założyła w Warszawie w 2005 roku Ligę Cybersport, która organizowała do 2009 coroczne mistrzostwa Polski w grach komputerowych, przeznaczone zarówno dla profesjonalnych graczy, jak i dla amatorów.
Pierwsze zorganizowane mistrzostwa umożliwiały rozgrywkę w konkurencjach Counter-Strike 1.6, Warcraft III: The Frozen Throne oraz FIFA Football 2005; w eliminacjach uczestniczyło około 3500 graczy, pula nagród wynosiła ponad 100 tys. zł. W sezonie 2007 uczestniczyło blisko 5000 zawodników, a pula nagród przekroczyła 200 tys zł. W miarę czasu wzrastała popularność ligi. W 2009 roku okresowo zmieniono nazwę ligi na CyberSport Arena 36,6, dokonana została też reorganizacja rozgrywek.
W 2010 nastąpiło połączenie Cybersport z ESL i utworzony został projekt Turtle Entertainment Poland, w wyniku czego doszło do przekształcenia polskiej sekcji ESL w pełnoprawny oddział w 2011. W wyniku połączenia, Liga Cybersport została przekształcona w 2009 w ESL Pro Series Poland.

### ESL Mistrzostwa Polski
Początkowo ESL Mistrzostwa Polski nosiły nazwę ESL Pro Series Poland. Finały pierwszego sezonu ESL Pro Series Poland odbyły się w 2009 roku w Warszawie, a pula nagród wyniosła 45 tys. zł. W 2011 turniej został zorganizowany w Zabrzu.
W 2015 została zmieniona nazwa z ESL Pro Series Poland na ESL Mistrzostwa Polski.

## Rozgrywki

### ESL Play
ESL Play jest wiodącą platformą e-sportową na świecie. Na tej platformie organizowane są głównie turnieje amatorskie oraz kwalifikacje do turniejów profesjonalnych. Turnieje dzielą się na trzy poziomy umiejętności:
- ESL Open – darmowe i otwarte turnieje dla wszystkich, bez limitów rejestracji, z małymi bądź żadnymi nagrodami,
- ESL Major – turnieje z możliwymi wymaganiami wstępnymi, darmowe bądź płatne (turnieje premium), większe nagrody,
- ESL Pro – ograniczone miejsca, znacząca pula nagród.

Na poziomie ESL Major organizowane są także turnieje Go4, jest to seria turniejów amatorskich, gdzie gracze rywalizują w aktualnie 24 grach. Co miesiąc najlepsi gracze są nagradzani.

### ESL Pro League
ESL aktualnie organizuje trzy profesjonalne ligi dla trzech gier: Counter Strike: Global Offensive (ESL Pro League), Rainbow Six: Siege (Rainbow Six: Pro League), oraz Halo 5 (Halo Championship Series: Pro League).
Pierwsza edycja ESL Pro League (CS:GO) odbyła się w 2015 roku w Kolonii, wtedy jako ESL ESEA Pro League. Pula nagród wyniosła 250 000 dolarów, zaś turniej wygrała szwedzka drużyna Fnatic zgarniając 100 000 dolarów. W sezonie 3 pula nagród wyniosłą 512 000 dolarów, zaś w sezonie 5 wyniosła 750 000 dolarów. Aktualnym zwycięzcą (sezon 10) jest europejska drużyna Mousesports. Rozgrywki podzielone są na dwie ligi: Amerykańską i Europejską, a najlepsze drużyny z tych regionów spotykają się na finałach, zaś najgorsze grają w barażach z drużynami z niższej ligi Mountain Dew League.

### ESL National Championships
ESL organizuje także mistrzostwa krajowe w Europie, Brazylii, Australii i Nowej Zelandii, Indiach oraz Afryce. Najstarszymi mistrzostwami krajowymi są mistrzostwa Niemiec ESL Meisterschaft (dawniej jako ESL Pro Series: Germany). Pierwsza edycja tego turnieju odbyła się w 2002 roku w Kolonii. W Polsce także są organizowane mistrzostwa krajowe pod nazwą ESL Mistrzostwa Polski (dawniej ESL Pro Series: Poland), są one organizowane od 2008 roku. Pierwsza edycja Mistrzostw Polski odbyła się w Warszawie, zaś gracze grali w trzy gry: Pro Evolution Soccer 2009, America’s Army oraz w Counter-Strike.

### ESL One
ESL One (dawnie EMS One) jest to seria prestiżowych turniejów offline, głównie w Counter Strike: Global Offensive, oraz Dota 2. Niektóre wydarzenia są sponsorowane przez twórców gier (w przypadku Counter Strike: Global Offensive oraz Dota 2: Valve) i mają status Major. Turnieje z tej serii trzykrotnie gościły w Polsce w CS:GO: EMS One Katowice 2014, gdzie zwycięzcą została polska drużyna Virtus.pro oraz ESL One Katowice 2015, gdzie wygrała drużyna Fnatic. W przypadku gry Dota 2 jest to ESL One Katowice 2018, gdzie pula nagród wynosi 1 000 000 dolarów. Każdy z tych turniejów osiągnął status Major, czyli był sponsorowany przez twórców gry.

### Intel Extreme Masters
Intel Extreme Masters to najdłużej trwająca seria turniejów e-sportowych na świecie. Pierwsza edycja miała miejsce w 2007 roku w Hannoverze. Gracze rywalizowali w Counter Strike i WarCraft III. Zwycięzcami zostali: w Counter Strike, polska drużyna Pentagram G-Shock, zaś w WarCrafta III, francuski gracz ToD. Obecnie od 2015 roku finały każdego sezonu Intel Extreme Masters odbywają się w Katowickim Spodku.

## Zabezpieczenia antycheatowe
W lidze ESL wymagany jest program ESL Anticheat, który na bieżąco monitoruje grę, dzięki czemu możliwe jest wykrycie nielegalnego oprogramowania u graczy.